# Lakewood, Colorado
Lakewood, Colorado là một thành phố thuộc quận Jeffeson trong tiểu bang Colorado, Hoa Kỳ. Thành phố có diện tích km2, dân số theo điều tra năm 2010 của Cục điều tra dân số Hoa Kỳ là 142.980 người.
Lakewood là thành phố đông dân thứ năm ở bang Colorado và là thành phố đông dân thứ 172 tại Hoa Kỳ. Dân số thành phố là 142.980 tại cuộc điều tra dân số Hoa Kỳ năm 2010. Lakewood nằm ở phía tây Denver và là một phần của Khu vực thống kê đô thị Denver-Aurora-Lakewood.